# Hyposmocoma trichophora
Hyposmocoma trichophora là một loài bướm đêm thuộc họ Cosmopterigidae. Nó là loài đặc hữu của Kauai.